# Amir Damer
Amir Damer (ou Amir Damar Koku) est un footballeur soudanais né le 8 décembre 1979.
Il a participé à la Coupe d'Afrique des nations 2008 avec l'équipe du Soudan.
Il a été finaliste de la Coupe de la CAF en 2007 avec Al Merreikh Omdurman.

## Carrière
- 2004- : Al Merreikh ( Soudan)

## Palmarès
- Vainqueur de la Coupe du Soudan en 2005, 2006 et 2007 avec Al Merreikh Omdurman
- Finaliste de la Coupe de la CAF en 2007 avec Al Merreikh Omdurman